# Чудовищная коалиция
Чудо́вищная коали́ция (рум. Monstruoasa coaliţie) — оппозиционная господарю Соединённых княжеств Молдавии и Валахии Александру Кузе коалиция крупных землевладельцев и предпринимателей, которые не были довольны политикой монарха. Коалиция появилась после выборов в Национальное собрание Румынии II созыва в 1864 году и была возглавлена Ионом Брэтиану. Другими лидерами коалиции были либерал Ион Гика, консерватор Ласкэр Катарджиу и радикал Константин Розетти. Объединяя консерваторов и радикальных либералов, противопоставляла себя правительству и Национальному собранию II созыва, которые возглавлялись Михаилом Когэлничану и были лояльны к Александру Кузе. Название «Чудовищная коалиция» продвигала пресса, контролируемая Кузой.
В 1866 году коалиция совершила дворцовый переворот. В ночь на 11 февраля в спальню Кузы ворвалась группа румынских офицеров, которая заставила правителя отречься от престола и покинуть страну.